# Amiah Miller
Amiah Miller (* 16. Juli 2004 in Virginia) ist eine US-amerikanische Schauspielerin und Model. International bekannt wurde sie vor allem durch ihre Mitwirkung in den Spielfilmen Lights Out und Planet der Affen: Survival.

## Leben
Amiah Miller wuchs im US-Bundesstaat Virginia auf, zog später mit der Familie nach Florida und lebt gegenwärtig in Los Angeles. Sie begann im Jahr 2014 mit der Schauspielerei mit Nebenrollen in Pilotfilmen und Fernsehserien wie Clementine, How We Live und Best Friends – Zu jeder Zeit. Im Jahr 2016 hatte Miller eine Gastrolle in der CBS-Actionserie MacGyver. Im selben Jahr gab sie ihr Kinodebüt mit dem unter anderem von James Wan produzierten Horrorfilm Lights Out. Zudem arbeitet sie seit ihrem achten Lebensjahr als Model und wurde von der renommierten kalifornischen Künstler- und Sportleragentur Creative Artists Agency (CAA) unter Vertrag genommen. Im Jahr 2017 war sie im Science-Fiction-Film Planet der Affen: Survival (War for the Planet of the Apes) als Nova zu sehen.

## Filmografie (Auswahl)
- 2015: Henry Danger (Fernsehserie, Episode 1x12)
- 2015: Richie Rich (Fernsehserie, Episode 1x09)
- 2015: Best Friends – Zu jeder Zeit (Best Friends Whenever; Fernsehserie, 2 Episoden)
- 2016: Lights Out
- 2016: MacGyver (Fernsehserie, Episode 1x10)
- 2017: Planet der Affen: Survival (War for the Planet of the Apes)
- 2017: Trafficked
- 2017: House by the Lake
- 2020: Anastasia – Once Upon a Time
- 2020: The Water Man
- 2022: My Best Friend’s Exorcism